# Tampere Open 1984
Il Tampere Open 1984 è stato un torneo di tennis facente parte della categoria ATP Challenger Series nell'ambito dell'ATP Challenger Series 1984. Il torneo si è giocato a Tampere in Finlandia dal 4 al 10 giugno 1984 su campi in terra rossa.

## Vincitori

### Singolare
Luca Bottazzi ha battuto in finale  Peter Svensson con il punteggio di 6–2, 6–3

### Doppio
David Mustard /  Jonathan Smith hanno battuto in finale  Ronnie Båthman /  Luca Bottazzi con il punteggio di 6–3, 6–4